# كارل بوشا
كارل بوشا (بالإنجليزية: Carl Poscha)‏ مواليد 20 مايو 1965 - الوفاة 7 أبريل 2008، كان سائق راليات بريطاني. بدأ مسيرته في سنة 2001. كان أول رالي له هو رالي فنلندا 2001. تسابق في بطولة العالم للراليات.